# 中津川市立苗木中学校
中津川市立苗木中学校（なかつがわしりつ なえぎちゅうがっこう）は、岐阜県中津川市にある公立中学校。
校区は苗木、瀬戸（一部）であり、南側に隣接する苗木小学校の児童が進学する。

## 沿革
- 1947年（昭和22年）4月 - 恵那郡苗木町に苗木町立苗木中学校として開校。校舎は恵那郡中津町駒場の醸造会社の建物を用材として使用して建てられた。
- 1948年（昭和23年） - 校舎を増築する。
- 1949年（昭和24年） - 校舎を増築する。
- 1951年（昭和26年）4月1日 - 中津町と苗木町が合併し、中津川町が発足。同時に中津川町立苗木中学校に改称する。
- 1952年（昭和27年）4月1日 - 中津川町が市制施行し中津川市となる。同時に中津川市立苗木中学校に改称する。
- 1978年（昭和53年） - 新校舎（鉄筋コンクリート造）が完成。
- 1998年（平成10年） - 現在の体育館が完成。

## 成績等
- 1999年（平成11年） - 卓球部男子 全国中学体育大会出場
- 2000年（平成12年） - 卓球部男子 全国中学体育大会出場
- 2001年（平成13年） - 卓球部男子 全国中学体育大会出場
- 2017年（平成29年）〜 - 苗木中学校の生徒が地元「苗木」の観光PRをする。二年生の研修と三年生の修学旅行にてPRが行われている。そのPRによって、中津川市長が苗木中学校に訪問したり、苗木城址が地上波で放送されたりした。
- 2018年（平成30年） - 野球部男子 東濃地区中学校軟式野球春季選手権大会優勝

## その他
- かつて、隣接して岐阜県立中津高等学校苗木分校が存在した。現在は苗木中学校校地内に記念碑がある。